# Тофацитиниб
Тофацитиниб, продаваемый, среди прочего, под торговой маркой Xeljanz, представляет собой лекарство, используемое для лечения ревматоидного артрита, псориатического артрита и язвенного колита.
Общие побочные эффекты включают диарею, головную боль и высокое кровяное давление. Серьезные побочные эффекты могут включать инфекции, рак и тромбоэмболию легочной артерии. В 2019 году комитет по безопасности Европейского агентства по лекарственным средствам начал обзор тофацитиниба и рекомендовал врачам временно не назначать дозу 10 мг два раза в день людям с высоким риском тромбоэмболии лёгочной артерии. Управление по санитарному надзору за качеством пищевых продуктов и медикаментов США (FDA) также выпустило предупреждения о риске образования тромбов.
Он относится к классу ингибиторов янус-киназы (JAK), который был открыт и разработан Национальными институтами здравоохранения и Pfizer.

## Применение в медицине

### Ревматоидный артрит
Цитрат тофацитиниба одобрен для медицинского применения в США с показанием «для лечения взрослых с умеренно или сильно активным ревматоидным артритом, у которых наблюдается неадекватный ответ на метотрексат или которые не переносят его».
В Европейском союзе в сочетании с метотрексатом цитрат тофацитиниба показан для лечения активного ревматоидного артрита (РА) от умеренной до тяжелой степени у взрослых, которые неадекватно ответили на один или несколько противоревматических препаратов, модифицирующих болезнь, или которые не переносят его. Его можно назначать в качестве монотерапии в случае непереносимости метотрексата или когда лечение метотрексатом нецелесообразно.
Вывод о том, что использование тофацитиниба с метотрексатом у людей с ревматоидным артритом, ранее не принимавших метотрексат, ассоциировалось со статистически значимыми и клинически значимыми преимуществами с точки зрения достижения показателей По критериям Американской коллегии ревматологов, ремиссии и анкеты оценки здоровья, означает, что тофацитиниб в сочетании с метотрексатом могут быть разумной альтернативой метотрексату для некоторых людей с активным ревматоидным артритом; однако потенциальные затраты и побочные эффекты тофацитиниба должны быть сопоставлены с этим, а варианты лечения должны быть индивидуализированы для каждого человека. Однако они намного дороже, и в большинстве стран использование тофацитиниба основывается на демонстрации неспособности реагировать на метотрексат и / или другие базовые противоревматические препараты, модифицирующие течение болезни. Мы также обнаружили, что у тех, кто не принимал метотрексат, не было доказательств того, что преимущества биологической монотерапии тофацитиниба лучше, чем метотрексата, что является важным открытием. Этот результат также подтверждает текущую практику использования метотрексата в первую очередь у людей с ревматоидным артритом, которые не привыкли к метотрексату.
Из-за ограниченного количества данных прямых сравнительных исследований биопрепаратов у людей с ревматоидным артритом (РА), лечение которых биологическим препаратом не помогло, практикующие врачи сталкиваются с дилеммой в выборе следующего биологического препарата или тофацитиниба. В этом обзоре приводится сводка сравнений биопрепаратов или тофацитиниба в качестве монотерапии с плацебо или в комбинации с метотрексатом (MTX) или модифицирующими болезнь противоревматическими препаратами (DMARD) с MTX / DMARD у людей с РА, у которых лечение биологическим препаратом провалился. Мы обнаружили доказательства среднего или высокого качества, что биологическая монотерапия (по сравнению с плацебо), а также биопрепараты + метотрексат (по сравнению с метотрексатом / DMARD) в целом были эффективны, с неубедительными доказательствами относительно вреда. В частности, результаты были неубедительными для отмены из-за побочных эффектов, серьезных нежелательных явлений и рака при биологической монотерапии по сравнению с плацебо и терапией биологическим + метотрексатом по сравнению с мета-аналитиками / DMARD в стандартных метаанализах и NMA с широкими доверительными интервалами, охватывающими нулевой эффект и потенциально важное увеличение каждого вреда. Это указывает на то, что необходимы дополнительные исследования для более уверенной оценки относительного вреда. В целом наш обзор поддерживает использование второго биологического препарата у людей, ранее безуспешно лечившихся этим биологическим средством. Только одно исследование предоставило данные о тофацитинибе, что ограничивает нашу уверенность в этом выводе.
Монотерапия тофацитинибом улучшила признаки и симптомы РА (ACR50), физическую функцию и ремиссию заболевания по сравнению с плацебо. Данных о рентгенологическом прогрессировании не было. Мы отметили неубедительные результаты для отмены из-за побочных эффектов, серьезных побочных эффектов и рака при использовании биологической монотерапии по сравнению с плацебо с широкими доверительными интервалами.
Монотерапия тофацитинибом улучшила признаки и симптомы РА (ACR50), физическую функцию и рентгенологическое прогрессирование по сравнению с активным компаратором (метотрексат / другие БМАРП). Достоверных различий в ремиссии РА не выявлено. Мы отметили неубедительные результаты для отмены из-за побочных эффектов, серьезных побочных эффектов и рака при использовании биологической монотерапии по сравнению с активным компаратором с широкими доверительными интервалами.
Мы предоставили как прямое, так и сравнения метаанализом (включая данные косвенного и прямого сравнения) данных для биологической монотерапии или монотерапии тофацитинибом по сравнению с плацебо или с препаратом сравнения (метотрексатом / другими DMARD) у людей с РА, ранее безуспешно получавших метотрексат / другие DMARD. Мы понимаем, что наш метаанализ (NMA) во многом полагается на косвенные доказательства, поскольку прямых сравнительных испытаний немного. Обнаружение большого соответствия между прямыми оценками и оценками NMA, как показано в таблицах Резюме выводов (SOF), подтверждает обоснованность подхода с использованием NMA для выполнения этих анализов и их надежность. Ввиду относительного отсутствия прямых сравнительных испытаний биопрепаратов у людей с РА, пациенты и медицинские работники сталкиваются с дилеммой при выборе биопрепаратов или тофацитиниба для людей, лечение которых традиционным метотрексатом или другими БПВП оказалось неэффективным. Наш NMA теперь предоставляет эти сравнения и оценки для биологических препаратов или монотерапии тофацитинибом у таких людей. Наш NMA также продвигает научно-обоснованную медицину, делая несколько наблюдений, сравнивая биологические монотерапии в различных дозах (стандартные, низкие и высокие) друг с другом, а также с препаратами сравнения, а также сравнивая различные группы препаратов, а именно TNF, не-TNF и тофацитиниб против анакинры. Для лучшего понимания сравнительных преимуществ и вреда биологической монотерапии или тофацитиниба необходимы дополнительные сравнительные данные об эффективности.
Ввиду очень небольшого количества прямых сравнительных испытаний биопрепаратов на людях с РА, практикующие врачи сталкиваются с дилеммой при выборе биопрепаратов или тофацитиниба для людей, которые прошли безуспешное лечение традиционным метотрексатом или другими БМАРП. В этом обзоре представлено обобщение прямых и NMA сравнений (включая данные косвенного и прямого сравнения) данных, касающихся этих биопрепаратов или тофацитиниба, в сочетании с метотрексатом или DMARD (в категориях биологических препаратов по механизму действия в сводных таблицах результатов; и по отдельности в основном) текст и приложения). Мы понимаем, что NMA, которая включает прямые и косвенные доказательства, во многом полагается на косвенные доказательства (особенно для межбиологических сравнений), поскольку прямых сравнительных испытаний биопрепаратов мало. Однако мы обнаружили большое соответствие между прямыми оценками и оценками NMA, как показано в таблицах SOF, что подтверждает надежность этого анализа. Однако необходимы дополнительные данные, чтобы прояснить сравнительную эффективность биопрепаратов + метотрексат / DMARD по сравнению с метотрексатом / DMARD в отношении вреда, такого как рак и инфекции, а также между категориями биопрепаратов и отдельных биопрепаратов в отношении сравнительной пользы и вреда.

### Язвенный колит
В мае 2018 года FDA одобрило цитрат тофацитиниба «для лечения взрослых пациентов в США с умеренно или сильно активным язвенным колитом». Цитрат тофацитиниба - первый пероральный ингибитор JAK, одобренный для хронического использования при язвенном колите (ЯК) (тофацитиниб представляет собой небольшую молекулу, а не биологический препарат).
Доказательства с высокой степенью достоверности предполагают, что тофацитиниб превосходит плацебо в индукции клинической и эндоскопической ремиссии на 52 неделе у участников с умеренным и тяжелым ЯК, у которых был клинический ответ после восьми недель индукционного лечения тофацитинибом (10 мг два раза в день) или плацебо. Оптимальная доза тофацитиниба для поддерживающей терапии неизвестна. Доказательства с высокой степенью достоверности свидетельствуют об отсутствии повышенного риска побочных эффектов при приеме тофацитиниба по сравнению с плацебо. Однако мы не уверены в влиянии тофацитиниба на серьезные побочные эффекты из-за небольшого количества событий. Необходимы дальнейшие исследования для изучения долгосрочной эффективности и безопасности использования тофацитиниба и других пероральных ингибиторов JAK в качестве поддерживающей терапии у участников с умеренным и тяжелым ЯК в стадии ремиссии.

## Побочные эффекты
Изначально тофацитиниб не был одобрен европейскими регулирующими органами из-за опасений по поводу его эффективности и безопасности, хотя к 2018 году его одобрила Европейская комиссия. Исследования тофацитиниба на животных, проведенные до испытаний на людях, показали некоторый канцерогенез, мутагенез и ухудшение фертильности.
Наиболее частыми побочными реакциями, о которых сообщалось в течение первых трех месяцев контролируемых клинических испытаний (встречающихся у 2% и более пациентов, получавших монотерапию цитратом тофацитиниба или в комбинации с DMARD), были инфекции верхних дыхательных путей, головная боль, диарея и назофарингит ("простуда").
FDA требует, чтобы на этикетке тофацитиниба было предупреждение о возможных травмах и смерти из-за таких проблем, как инфекции, лимфома и другие злокачественные новообразования, которые могут возникнуть в результате использования этого препарата. У пациентов, получающих тофацитиниб, наблюдались серьезные инфекции, приводящие к госпитализации или смерти, включая туберкулез и бактериальные, инвазивные грибковые, вирусные и другие оппортунистические инфекции. Посттрансплантационное лимфопролиферативное расстройство, связанное с вирусом Эпштейна-Барра, чаще наблюдалось у пациентов с трансплантацией почки, получавших тофацитиниб на фоне приема иммуносупрессивных препаратов. Пациентам рекомендуется избегать использования цитрата тофацитиниба во время «активной серьезной инфекции, включая локализованные инфекции». Врачи рекомендуют с осторожностью применять его пациентам, у которых может быть повышенный риск перфорации желудочно-кишечного тракта. Рекомендуется лабораторный мониторинг из-за возможных изменений лимфоцитов, нейтрофилов, гемоглобина, ферментов печени и липидов. Тофацитиниб утверждает, что не имеет противопоказаний, но врачи рекомендуют снизить дозировку пациенту в сочетании с «мощными ингибиторами цитохрома P450 3A4 (CYP3A4)», такими как кетоконазол, или одним или несколькими комбинированными препаратами, которые приводят к умеренному ингибированию CYP3A4 и сильное ингибирование CYP2C19, такого как флуконазол. Кроме того, пользователям тофацитиниба следует избегать иммунизации живыми вакцинами.
Согласно постмаркетинговым исследованиям, тофацитиниб также может повышать риск тромбоэмболии легочной артерии. Перед назначением этого лекарства лечащим врачам следует учитывать факторы риска тромбоэмболии легочной артерии, включая возраст, ожирение, курение и иммобилизацию. Пациенты, принимающие это лекарство, независимо от показаний или факторов риска, должны находиться под наблюдением на предмет признаков и симптомов тромбоэмболии легочной артерии.

## Механизм действия
Он является ингибитором ферментов янус-киназы 1 (JAK1) и янус-киназы 3 (JAK 3), что означает, что он препятствует сигнальному пути JAK-STAT, который передает внеклеточную информацию в ядро клетки, влияя на транскрипцию ДНК.
На модели установленного артрита на мышах тофацитиниб быстро лечил заболевание, подавляя продукцию медиаторов воспаления и подавляя STAT1-зависимые гены в суставной ткани. Эта эффективность на этой модели заболевания коррелировала с ингибированием как путей передачи сигналов JAK1, так и JAK3, что позволяет предположить, что тофацитиниб может оказывать терапевтический эффект через пути, которые не ограничиваются только ингибированием JAK3.

## История
Потенциальное значение ингибирования JAK3 было впервые обнаружено в лаборатории Джона О'Ши, иммунолога из Национального института артрита, скелетно-мышечных и кожных заболеваний Национального института здоровья (NIH). В 1994 году NIH обратился к Pfizer с предложением о создании государственно-частного партнерства для оценки и вывода на рынок экспериментальных соединений, основанных на этом исследовании. Первоначально компания Pfizer отказалась от партнерства, но согласилась в 1996 году после отмены политики NIH, согласно которой рыночная цена продукта, полученного в результате такого партнерства, должна быть соизмеримой с вложением доходов государственных налогоплательщиков и «потребностями в области здравоохранения и безопасности публики ". Pfizer работал с лабораторией О'Ши над определением структуры и функции JAK3 и его рецепторов, а затем самостоятельно занимался открытием лекарства, доклинической разработкой и клинической разработкой тофацитиниба.
Во время разработки препарат был закодирован как CP-690,550. Первоначально рекомендованное МНН (rINN) было тасоцитинибом, но оно было отменено в процессе утверждения INN как не оптимально отличимое от других существующих INN, поэтому было предложено название «тофацитиниб», и оно стало INN.
В ноябре 2012 года FDA одобрило тофацитиниб для лечения ревматоидного артрита. Два ревматолога, опрошенные журналом Nature Biotechnology, жаловались, что они были «шокированы» и «разочарованы» оптовой ценой в 2055 долларов в месяц.
Исследование 2014 года показало, что лечение тофацитинибом способно превращать белые жировые ткани в более метаболически активный бурый жир, что позволяет предположить, что он может иметь потенциальное применение при лечении ожирения.
В ноябре 2012 года FDA одобрило тофацитиниб «для лечения взрослых с умеренно или сильно активным ревматоидным артритом, у которых был неадекватный ответ на метотрексат или у которых была непереносимость. FDA одобрило только дозу 5 мг два раза в день для основание на том, что более высокая доза не считалась адекватным соотношением риска и пользы.

## Общество и культура

### Наименование
Тофацитиниб продается как Xeljanz, за исключением России, где он продается как Jaquinus.

## Исследование
В исследованиях III фазы он продемонстрировал эффективность при лечении псориаза. Изучается для лечения воспалительных заболеваний кишечника и других иммунологических заболеваний, а также для предотвращения отторжения трансплантата органов.

### Псориаз
Тофацитиниб - это лекарство, которое в настоящее время исследуется при псориазе. Он продемонстрировал свою эффективность при псориазе бляшек в фазе III рандомизированных контролируемых исследований по сравнению с плацебо и этанерцептом. В частности, было показано, что доза тофацитиниба в десять мг дважды в день не уступает дозе этанерцепта 50 мг подкожно два раза в неделю. Одобрение тофацитиниба для лечения псориаза было отклонено FDA из соображений безопасности.

### Очаговая алопеция
Основываясь на доклинических исследованиях на мышиной модели этого заболевания, тофацитиниб был исследован для лечения очаговой алопеции. В ранних отчетах о случаях предполагалась потенциальная эффективность, как и в открытом клиническом исследовании фазы II, опубликованном в тандеме с клиническим испытанием фазы II, показавшим то же самое для руксолитиниба.

### Витилиго
В отчете о случае в июне 2015 года 53-летняя женщина с витилиго показала заметное улучшение после приема тофацитиниба в течение пяти месяцев.

### Атопический дерматит
В сентябре 2015 г. были опубликованы результаты применения тофацитиниба у шести пациентов с резистентным атопическим дерматитом. У всех наблюдалось улучшение состояния атопического дерматита без каких-либо побочных эффектов.

### Анкилозирующий спондилоартрит
По состоянию на 2016 год он проходит фазу II испытаний на лечение анкилозирующего спондилита